# سیارک ۲۱۴۷۴
سیارک ۲۱۴۷۴ (به انگلیسی: 21474 Pamelatsai، نامگذاری:1998HO99) بیست و یک هزار و چهارصد و هفتاد و چهارمین سیارک کشف شده‌است که در ۲۱ آوریل ۱۹۹۸ کشف شد.
قدر مطلق سیارک برابر ۹.۳ است.